# Партия «колпаков»
Партия «колпаков» (швед. mösspartiet, mössorna; также — Партия «шапок») — политическая партия в Швеции периода «эры свобод». Презрительное прозвище «колпаки» или иначе «ночные колпаки» сторонники миролюбивой политики получили от сторонников реваншистской войны с Россией.

## Возникновение
Возникла как ответ на создание партии «шляп» с её опасной для Швеции программой войны с Россией. Сторонников осторожной политики  президента Канцелярии А.Горна уже в 1737 г. начали называть «колпаками», однако партия в полном смысле этого слова сложилась лишь после отстранения Горна от власти в 1739 г. Первыми лидерами партии стали бывший член риксрода Тюре Бельке, член риксрода Самуэль Океръельм и пробст Якоб Сирениус.
С самого момента своего образования «колпаки» завязали тесные отношения с русским послом в Швеции. На риксдаге 1740-41 гг. они тщетно пытались воспрепятствовать началу русско-шведской войны 1741-43 гг. После поражения в войне «колпаки», казалось, могли одержать победу над своими противниками из партии «шляп», однако этого не произошло из-за того, что в обществе были недовольны их слишком тесными связями с русским министром Корфом. Их представитель в правительстве С.Океръельм был из него исключён, и партия, казалось, полностью перестала существовать.
В первый период своего существования партия «колпаков» выступала против слишком расточительного расходования «шляпами» государственных средств и их чрезмерно неосторожной банковской политики. Однако, по сути, они исповедовали те же самые меркантилистские принципы, что и партия «шляп», и не имели значительных разногласий с её законотворческой деятельностью, касавшейся вопросов экономики. 
Большинство сторонников партии принадлежали к числу высшего чиновничества, крупных помещиков, духовенства и крестьянства. Кроме того, её поддерживало бюргерство небольших городов, мелкие торговцы и ремесленники.   
Кризису партии способствовал её раскол на умеренную фракцию, возглавлявшуюся членом риксрода Густавом Бунде и лантмаршалом на двух предыдущих риксдагах бароном Маттиасом Александером фон Унгерн-Стернбергом, которые не одобряли тесных связей с Россией и выступали за сотрудничество с партией «шляп», и радикальную фракцию, жаждавшую отомстить «шляпам» и взять власть в свои руки.

## «Младшие колпаки»
В конце 1750-х гг. партия вновь возрождается. Её сторонники стали теперь называться «младшими колпаками» (det yngre mösspartiet). Члены партии обличали промахи «шляп» в области финансовой и денежной политики, критиковали их за расточительность в расходовании госсредств и несправедливость при их распределении, чем привлекли на свою сторону симпатии общества. «Младшие колпаки» продолжали выступать за сохранение мира, впрочем, в начале 1760-х гг. «шляпы» также придерживались этой линии в вопросах внешней политики. 
После восшествия на престол императрицы Екатерины II «колпаки» вновь завязали тесные отношения с Россией, используя русские и английские деньги в партийной борьбе. В 1765 г. П.к. удалось одержать верх над своими соперниками и прийти к власти, однако, своей непродуманной экономической политикой они лишь усложнили положение, в котором оказалась Швеция в последний период правления «шляп».
Действия России в Польше в конце 1760-х гг. во многом испугали шведскую общественность, в результате чего придворной партии и партии «шляп» удалось в 1769 г. объединёнными усилиями свергнуть правительство «колпаков». Однако уже в 1771 г. «колпаки» вновь пришли к власти. 
19 августа 1772 г. король Густав III произвёл монархистский переворот, положив конец существованию как партии «шляп», так и партии «колпаков».

## Источник
- Nordisk familjebok. V. 19. Stockholm, 1913